# 槎滩陂
26°49′48″N 114°41′33″E / 26.83000°N 114.69250°E
槎滩陂位于中国江西省吉安市泰和县禾市镇南部牛吼江上，2006年与周矩墓被列为江西省文物保护单位，2013年被列为第七批全国重点文物保护单位。
槎滩陂为南唐周矩（爵誉村周氏开基祖）始创，时间约在958年前后。
槎滩陂位于牛吼江从峡谷流出的地方，在此筑陂（溢流坝），将江水分流，枯水季节大部分水量流向水渠，丰水季节则江水溢流入天然河道。水渠自西向东依次流经禾市镇，在上蒋村时又分为南北两条支流，分别称为“南干渠”和“北干渠”，继而流经螺溪镇及石山乡，在三派村汇入禾水。为预防水灾，在槎滩陂下约七里处，又修筑有一段减水的小陂——碉石陂，故二者常联称为槎滩、碉石陂。